# Hamburger Sport-Verein 2014-2015
Questa voce raccoglie le informazioni riguardanti l'Hamburger Sport-Verein nelle competizioni ufficiali della stagione 2014-2015.

## Stagione
La stagione 2014-2015 inizia con buoni propositi, anche per la buona campagna acquisti effettuata dal club. Sempre condotta da Mirko Slomka la squadra può contare su buoni innesti come Nicolai Muller (prelevato dal Magonza), Lewis Holtby (arrivato in prestito dal Tottenham) e Valon Behrami arrivato dal Napoli oltre ad altri acquisti quali: Matthias Ostrzolek, Zoltan Stieber, il difensore brasiliano Clèber e il giovane Green arrivato in prestito dal Bayern Monaco.
Inoltre sono stati esercitati i diritti di riscatto per Lasogga (preso dall'Herta Berlino) e l'esperto difensore Johan Djourou (riscattato dall'Arsenal). Piccola curiosità, il mercato in entrata dell'Hsv è stato finanziato, quasi in toto,da un azionista del club, Klaus-Michael Kuhne, che ha prestato all'Amburgo 25 milioni di euro. Per quanto concerne il mercato in uscita, oltre ad alcune operazioni minori riguardanti alcuni giovani, sono stati ceduti il centrocampista croato Milan Badelj(venduto alla Fiorentina per 5 milioni di euro), il centrocampista venezuelano Tomàs Rincòn (accasatosi al Genoa dopo la scadenza del suo contratto) e il centrocampista norvegese Per Ciljan Skjelbred, trasferitosi all'Herta Berlino. L'uscita più "dolorosa" è stata quella di Hakan Çalhanoğlu,giovane promessa classe 1994 del club anseatico, ceduto al Bayer Leverkusen. Purtroppo la stagione inizia come era terminata la precedente, ovvero male. Pareggio all'esordio in trasferta (0-0) contro il neopromosso Colonia,sconfitta per 3-0 in casa contro la matricola Paderborn e sconfitta per 2-0 contro l'Hannover in trasferta. Dopo tre partite con zero gol all'attivo e un punto guadagnato, viene esonerato il tecnico Mirko Slomka sostituito dal tecnico delle giovanili Josef Zinnbauer che,all'esordio, ottiene il suo primo punto pareggiando per 0-0 contro il Bayern Monaco. Dopo questo pareggio la squadra incappa in due sconfitte di misura:1-0 col Borussia Mönchengladbach e 2-1 con l'Eintracht Francoforte. Successivamente l'Amburgo espugna,a sorpresa, il campo del Borussia Dortmund per 1-0 (gol vittoria segnato da Lasogga). Nelle giornate successive l'Hsv ottiene un punto contro l'Hoffenheim (1-1 in casa),perde malamente a Berlino con l'Hertha (3-0) e batte 1-0 il Bayer Leverkusen con un gol su rigore del capitano Van der Vaart. In virtù di questi risultati l'Amburgo, dopo dieci giornate, si ritrova a 9 punti. L'andamento altalenante della squadra si conferma nelle partite successive: sconfitta per 2-0 in casa del Wolfsburg, vittoria nel sentitissimo derby col Werder Brema (2-0),sconfitta per 3-1 contro l'Augsburg in trasferta e pareggi per 0-0 con Friburgo e Schalke 04 intervallati dalla sconfitta patita in casa contro lo Stoccarda. Per effetto di questi risultati l'Amburgo arriva alla pausa invernale della Bundesliga con un bottino di 17 punti, ritrovandosi poco sopra la zona retrocessione.
Durante la sessione invernale del calciomercato la squadra anseatica lascia partire il giovane attaccante Valmir Nafiu (APOEL) e il centrocampista Tolgay Arslan (Beşiktaş); in entrata si registrano gli arrivi di Marcelo Diaz dal Basilea e il ritorno dell'attaccante croato Ivica Olić,prelevato dal Wolfsburg, il quale aveva già militato nell'HSV dal 2007 al 2009.
Alla ripresa del campionato l'Amburgo perde per 2-0 in casa contro il Colonia ma, nelle due partite successive, arrivano due successi:il primo ottenuto in trasferta contro il Paderborn (0-3) il secondo ottenuto in casa contro l'Hannover (2-1). Dopo questi due successi la squadra arriva a 23 punti allontanandosi momentaneamente dalle zone pericolose della classifica. Il 14 febbraio subisce una pesante sconfitta per 8-0 in casa del Bayern Monaco.
Dopo un periodo di crisi, culminato con la sconfitta interna maturata il 20/03/15 in casa contro l'Herta (0-1),la società esonera il tecnico Josef Zinnbauer. Al suo posto viene nominato Peter Knabel che, fino a quel momento, ricopriva il ruolo di direttore tecnico del club anseatico. Al momento dell'avvicendamento in panchina l'Amburgo si trova a 25 punti, davanti solamente a Paderborn e Stoccarda.
Dopo due sconfitte, patite rispettivamente contro Bayer Leverkusen e Wolfsburg, Peter Knabel torna al ruolo di direttore tecnico del club e al suo posto viene chiamato il tecnico Bruno Labbadia, che aveva già allenato l'Amburgo nella stagione 2009/2010. Al momento dell'ennesimo cambio in panchina la squadra occupa l'ultimo posto in classifica con 25 punti.
Nonostante il neo tecnico riesca a "risvegliare" la squadra e a portarla a 35 punti, l'Amburgo deve comunque, per il secondo anno consecutivo, lottare per la permanenza in Bundesliga fino alla conclusione del campionato. La squadra si piazza al terzultimo posto (precedendo Friburgo e Paderborn) ed è costretta per il secondo anno consecutivo a disputare i play-out contro il Karlsruher SC, terza classificata della Zweite Bundesliga. Ai play-out, la formazione anseatica ottiene una rocambolesca salvezza: dopo l'1-1 casalingo della gara d'andata, al ritorno espugna Karlsruhe per 2-1 dopo i tempi supplementari, agguantati con un goal su punizione al 91' dopo il provvisorio vantaggio della formazione di casa (a cui sarebbe bastato anche lo 0-0) al 78'.

## Organigramma societario
Area direttiva
- Presidente:  Carl-Edgar Jarchow[7]

Area tecnica
- Allenatore:  Mirko Slomka fino al 16/9;  Josef Zinnbauer dal 17/9 al 22/3;  Peter Knäbel dal 23/3 al 15/4;  Bruno Labbadia dal 15/5[8]

## Rosa
| N. |                      | Ruolo | Calciatore            |
| -- | -------------------- | ----- | --------------------- |
| 1  | Rep. Ceca (bandiera) | P     | Jaroslav Drobný       |
| 2  | Germania (bandiera)  | D     | Dennis Diekmeier      |
| 3  | Brasile (bandiera)   | D     | Cléber                |
| 4  | Germania (bandiera)  | D     | Heiko Westermann      |
| 5  | Svizzera (bandiera)  | D     | Johan Djourou         |
| 7  | Germania (bandiera)  | D     | Marcell Jansen        |
| 9  | Germania (bandiera)  | A     | Maximilian Beister    |
| 10 | Germania (bandiera)  | A     | Pierre-Michel Lasogga |
| 12 | Croazia (bandiera)   | A     | Ivica Olić            |
| 11 | Croazia (bandiera)   | C     | Ivo Iličević          |
| 15 | Germania (bandiera)  | P     | René Adler            |
| 16 | Lettonia (bandiera)  | A     | Artjoms Rudņevs       |
| 17 | Ungheria (bandiera)  | C     | Zoltán Stieber        |
| 18 | Germania (bandiera)  | C     | Lewis Holtby          |
| 19 | Rep. Ceca (bandiera) | C     | Petr Jiráček          |

| N. |                        | Ruolo | Calciatore               |
| -- | ---------------------- | ----- | ------------------------ |
| 20 | Cile (bandiera)        | C     | Marcelo Alfonso Díaz     |
| 21 | Svizzera (bandiera)    | C     | Valon Behrami            |
| 22 | Germania (bandiera)    | D     | Matthias Ostrzolek       |
| 23 | Paesi Bassi (bandiera) | C     | Rafael van der Vaart     |
| 24 | Germania (bandiera)    | C     | Matti Steinmann          |
| 26 | Germania (bandiera)    | A     | Philipp Müller           |
| 27 | Germania (bandiera)    | C     | Nicolai Müller           |
| 30 | Germania (bandiera)    | P     | Alexander Brunst-Zöllner |
| 32 | Serbia (bandiera)      | D     | Slobodan Rajković        |
| 33 | Germania (bandiera)    | C     | Gideon Jung              |
| 34 | Germania (bandiera)    | D     | Patrick Owomoyela        |
| 37 | Stati Uniti (bandiera) | A     | Julian Green             |
| 39 | Germania (bandiera)    | C     | Ashton Götz              |
| 40 | Serbia (bandiera)      | C     | Gojko Kačar              |

## Risultati

### Bundesliga

#### Girone di andata
| Colonia 23 agosto 2014, ore 15:30 CEST 1ª giornata | Colonia | 0 – 0 referto | Amburgo | RheinEnergieStadion (50 000 spett.)\| Arbitro: \| Stark \| |
| Arbitro:                                           | Stark   |               |         |                                                            |

| Arbitro: | Dankert |

|  |           |                                          |
|  | Marcatori | 29’ Kachunga 68’ Vrančić 87’ Stoppelkamp |

| Arbitro: | Schmidt |

|                           |           |  |
| Andreasen 13’ Sobiech 24’ | Marcatori |  |

| Amburgo 20 settembre 2014, ore 15:30 CEST 4ª giornata | Amburgo | 0 – 0 referto | Bayern Monaco | Imtech Arena (57 000 spett.)\| Arbitro: \| Dingert \| |
| Arbitro:                                              | Dingert |               |               |                                                       |

| Arbitro: | Aytekin |

|           |           |  |
| Kruse 25’ | Marcatori |  |

| Arbitro: | Meyer |

|            |           |                          |
| Müller 58’ | Marcatori | 44’ Seferović 90’ Piazón |

| Arbitro: | Zwayer |

|  |           |             |
|  | Marcatori | 35’ Lasogga |

| Arbitro: | Sippel |

|             |           |             |
| Lasogga 34’ | Marcatori | 15’ Modeste |

| Arbitro: | Kinhöfer |

|                                  |           |  |
| Ben-Hatira 59’, 85’ Heitinga 65’ | Marcatori |  |

| Arbitro: | Meyer |

|                          |           |  |
| van der Vaart 26’ (rig.) | Marcatori |  |

| Arbitro: | Kircher |

|                   |           |  |
| Olić 28’ Hunt 64’ | Marcatori |  |

| Arbitro: | Zwayer |

|                             |           |  |
| Rudņevs 83’ Wolf 90’ (aut.) | Marcatori |  |

| Arbitro: | Drees |

|                                                |           |                   |
| Altıntop 50’ Bobadilla 62’ Verhaegh 70’ (rig.) | Marcatori | 45’ van der Vaart |

| Arbitro: | Stegemann |

|                                     |           |             |
| Cléber 32’ van der Vaart 54’ (rig.) | Marcatori | 89’ Okazaki |

| Friburgo in Brisgovia 13 dicembre 2014, ore 15:30 CET 15ª giornata | Friburgo | 0 – 0 referto | Amburgo | Schwarzwald-Stadion (24 000 spett.)\| Arbitro: \| Stark \| |
| Arbitro:                                                           | Stark    |               |         |                                                            |

| Arbitro: | Brych |

|  |           |           |
|  | Marcatori | 42’ Klein |

| Gelsenkirchen 20 dicembre 2014, ore 15:30 CET 17ª giornata | Schalke 04 | 0 – 0 referto | Amburgo | Veltins-Arena (61 973 spett.)\| Arbitro: \| Schmidt \| |
| Arbitro:                                                   | Schmidt    |               |         |                                                        |

#### Girone di ritorno
| Arbitro: | Stark |

|  |           |                |
|  | Marcatori | 62’, 78’ Risse |

| Arbitro: | Gagelmann |

|  |           |                                                |
|  | Marcatori | 2’ (rig.) van der Vaart 72’ Jansen 90’ Stieber |

| Arbitro: | Gräfe |

|                               |           |             |
| Marcelo 26’ (aut.) Jansen 50’ | Marcatori | 66’ Sobiech |

| Arbitro: | Weiner |

|                                                                                  |           |  |
| Müller 21’ (rig.), 55’ Götze 23’, 88’ Robben 36’, 47’ Lewandowski 56’ Ribéry 69’ | Marcatori |  |

| Arbitro: | Zwayer |

|             |           |            |
| Stieber 73’ | Marcatori | 90’ Hrgota |

| Arbitro: | Meyer |

|                       |           |             |
| Meier 12’ (rig.), 54’ | Marcatori | 45’ Stieber |

| Amburgo 7 marzo 2015, ore 15:30 CET 24ª giornata | Amburgo   | 0 – 0 referto | Borussia Dortmund | Imtech Arena (57 000 spett.)\| Arbitro: \| Gagelmann \| |
| Arbitro:                                         | Gagelmann |               |                   |                                                         |

| Arbitro: | Perl |

|                                   |           |  |
| Polanski 22’ (rig.), 81’ Rudy 87’ | Marcatori |  |

| Arbitro: | Dingert |

|  |           |              |
|  | Marcatori | 84’ Langkamp |

| Arbitro: | Gräfe |

|                                  |           |  |
| Castro 7’, 63’ Kießling 44’, 56’ | Marcatori |  |

| Arbitro: | Zwayer |

|  |           |                              |
|  | Marcatori | 10’ Guilavogui 73’ Caligiuri |

| Arbitro: | Stark |

|                     |           |  |
| Di Santo 84’ (rig.) | Marcatori |  |

| Arbitro: | Welz |

|                           |           |                          |
| Olić 11’ Lasogga 19’, 71’ | Marcatori | 25’ Bobadilla 69’ Werner |

| Arbitro: | Sippel |

|           |           |                                     |
| Malli 76’ | Marcatori | 37’ (aut.) Baumgartlinger 87’ Kačar |

| Arbitro: | Kircher |

|           |           |             |
| Kačar 90’ | Marcatori | 25’ Mehmedi |

| Arbitro: | Gräfe |

|                        |           |           |
| Gentner 27’ Harnik 35’ | Marcatori | 12’ Kačar |

| Arbitro: | Welz |

|                       |           |  |
| Olić 49’ Rajković 58’ | Marcatori |  |

#### Spareggio promozione-retrocessione
| Arbitro: | Aytekin |

|              |           |             |
| Iličević 73’ | Marcatori | 4’ Hennings |

| Arbitro: | Gräfe |

|          |           |                      |
| Yabo 78’ | Marcatori | 90’ Díaz 115’ Müller |

### Coppa di Germania
| Arbitro: | Kinhöfer |

|                              |                      |                                      |
| Zeitz 10’ (rig.) Michel 105’ | Marcatori            | 70’ Westermann 96’ van der Vaart     |
| Pawela Holz Michel           | Tiri di rigore 1 – 4 | van der Vaart Djourou Jansen Rudņevs |

| Arbitro: | Fritz |

|             |           |                                     |
| Lasogga 85’ | Marcatori | 6’ Lewandowski 44’ Alaba 55’ Ribéry |

## Statistiche

### Statistiche di squadra
| Competizione                       | Punti | In casa | In casa | In casa | In casa | In casa | In casa | In trasferta | In trasferta | In trasferta | In trasferta | In trasferta | In trasferta | Totale | Totale | Totale | Totale | Totale | Totale | DR  |
| Competizione                       | Punti | G       | V       | N       | P       | Gf      | Gs      | G            | V            | N            | P            | Gf           | Gs           | G      | V      | N      | P      | Gf     | Gs     | DR  |
| ---------------------------------- | ----- | ------- | ------- | ------- | ------- | ------- | ------- | ------------ | ------------ | ------------ | ------------ | ------------ | ------------ | ------ | ------ | ------ | ------ | ------ | ------ | --- |
| Bundesliga                         | 35    | 17      | 6       | 5       | 6       | 16      | 18      | 17           | 3            | 3            | 11           | 9            | 32           | 34     | 9      | 8      | 17     | 25     | 50     | -25 |
| Spareggio promozione-retrocessione | -     | 1       | 0       | 1       | 0       | 1       | 1       | 1            | 1            | 0            | 0            | 2            | 1            | 2      | 1      | 1      | 0      | 3      | 2      | +1  |
| Coppa di Germania                  | -     | 1       | 0       | 0       | 1       | 1       | 3       | 1            | 0            | 1            | 0            | 2            | 2            | 2      | 0      | 1      | 1      | 3      | 5      | -2  |
| Totale                             | -     | 19      | 6       | 6       | 7       | 18      | 22      | 19           | 4            | 4            | 11           | 13           | 35           | 38     | 10     | 10     | 18     | 31     | 57     | -26 |

### Andamento in campionato
| Giornata  | 1  | 2  | 3  | 4  | 5  | 6  | 7  | 8  | 9  | 10 | 11 | 12 | 13 | 14 | 15 | 16 | 17 | 18 | 19 | 20 | 21 | 22 | 23 | 24 | 25 | 26 | 27 | 28 | 29 | 30 | 31 | 32 | 33 | 34 |
| --------- | -- | -- | -- | -- | -- | -- | -- | -- | -- | -- | -- | -- | -- | -- | -- | -- | -- | -- | -- | -- | -- | -- | -- | -- | -- | -- | -- | -- | -- | -- | -- | -- | -- | -- |
| Luogo     | T  | C  | T  | C  | T  | C  | T  | C  | T  | C  | T  | C  | T  | C  | T  | C  | T  | C  | T  | C  | T  | C  | T  | C  | T  | C  | T  | C  | T  | C  | T  | C  | T  | C  |
| Risultato | N  | P  | P  | N  | P  | P  | V  | N  | P  | V  | P  | V  | P  | V  | N  | P  | N  | P  | V  | V  | P  | N  | P  | N  | P  | P  | P  | P  | P  | V  | V  | N  | P  | V  |
| Posizione | 12 | 17 | 18 | 17 | 18 | 18 | 17 | 16 | 16 | 14 | 17 | 15 | 17 | 13 | 14 | 14 | 14 | 16 | 13 | 12 | 13 | 14 | 15 | 15 | 15 | 16 | 16 | 18 | 18 | 16 | 14 | 14 | 17 | 16 |

Legenda:

Luogo: C = Casa; T = Trasferta. Risultato: V = Vittoria; N = Pareggio; P = Sconfitta.

### Statistiche dei giocatori
| Giocatore        | Bundesliga | Bundesliga | Bundesliga  | Bundesliga | Spareggio | Spareggio | Spareggio   | Spareggio  | Coppa di Germania | Coppa di Germania | Coppa di Germania | Coppa di Germania | Totale   | Totale | Totale      | Totale     |
| Giocatore        | Presenze   | Reti       | Ammonizioni | Espulsioni | Presenze  | Reti      | Ammonizioni | Espulsioni | Presenze          | Reti              | Ammonizioni       | Espulsioni        | Presenze | Reti   | Ammonizioni | Espulsioni |
| ---------------- | ---------- | ---------- | ----------- | ---------- | --------- | --------- | ----------- | ---------- | ----------------- | ----------------- | ----------------- | ----------------- | -------- | ------ | ----------- | ---------- |
| R. Adler         | 12         | 0          | 1           | 0          | 2         | 0         | 0           | 0          | 1                 | 0                 | 1                 | 0                 | 15       | 0      | 2           | 0          |
| A. Brunst        | -          | -          | -           | -          | -         | -         | -           | -          | -                 | -                 | -                 | -                 | -        | -      | -           | -          |
| J. Drobný        | 23         | 0          | 4           | 1          | -         | -         | -           | -          | 1                 | 0                 | 0                 | 0                 | 24       | 0      | 4           | 1          |
| C. Reis          | 12         | 1          | 4           | 1          | 1         | 0         | 1           | 0          | -                 | -                 | -                 | -                 | 13       | 1      | 5           | 1          |
| D. Diekmeier     | 21         | 0          | 7           | 0          | 2         | 0         | 1           | 0          | 1                 | 0                 | 0                 | 0                 | 24       | 0      | 8           | 0          |
| J. Djourou       | 32         | 0          | 3           | 1          | 2         | 0         | 0           | 0          | 2                 | 0                 | 2                 | 0                 | 36       | 0      | 5           | 1          |
| A. Götz          | 10         | 0          | 1           | 0          | -         | -         | -           | -          | 1                 | 0                 | 1                 | 0                 | 11       | 0      | 2           | 0          |
| M. Jansen        | 15         | 2          | 1           | 0          | -         | -         | -           | -          | 1                 | 0                 | 0                 | 0                 | 16       | 2      | 1           | 0          |
| G. Jung          | -          | -          | -           | -          | -         | -         | -           | -          | -                 | -                 | -                 | -                 | -        | -      | -           | -          |
| R. Marcos        | 9          | 0          | 0           | 0          | -         | -         | -           | -          | -                 | -                 | -                 | -                 | 9        | 0      | 0           | 0          |
| M. Ostrzolek     | 25         | 0          | 4           | 1          | 2         | 0         | 0           | 0          | 1                 | 0                 | 0                 | 0                 | 28       | 0      | 4           | 1          |
| S. Rajković      | 11         | 1          | 1           | 0          | 2         | 0         | 1           | 0          | -                 | -                 | -                 | -                 | 13       | 1      | 2           | 0          |
| H. Westermann    | 28         | 0          | 4           | 0          | 1         | 0         | 1           | 0          | 2                 | 1                 | 0                 | 0                 | 31       | 1      | 5           | 0          |
| V. Behrami       | 22         | 0          | 7           | 1          | -         | -         | -           | -          | 1                 | 0                 | 0                 | 0                 | 23       | 0      | 7           | 1          |
| M. Beister       | 5          | 0          | 0           | 0          | 1         | 0         | 0           | 0          | -                 | -                 | -                 | -                 | 6        | 0      | 0           | 0          |
| T. Ciğerci       | 1          | 0          | 0           | 0          | -         | -         | -           | -          | -                 | -                 | -                 | -                 | 1        | 0      | 0           | 0          |
| M. Díaz          | 6          | 0          | 2           | 0          | 2         | 1         | 1           | 0          | -                 | -                 | -                 | -                 | 8        | 1      | 3           | 0          |
| M. Gouaida       | 11         | 0          | 1           | 0          | -         | -         | -           | -          | -                 | -                 | -                 | -                 | 11       | 0      | 1           | 0          |
| L. Holtby        | 22         | 0          | 5           | 0          | 2         | 0         | 1           | 0          | 1                 | 0                 | 0                 | 0                 | 25       | 0      | 6           | 0          |
| I. Iličević      | 9          | 0          | 1           | 0          | 2         | 1         | 0           | 0          | 1                 | 0                 | 1                 | 0                 | 12       | 1      | 2           | 0          |
| P. Jiráček       | 19         | 0          | 5           | 0          | 0         | 0         | 1           | 0          | 2                 | 0                 | 0                 | 0                 | 21       | 0      | 6           | 0          |
| G. Kačar         | 13         | 3          | 4           | 0          | 1         | 0         | 1           | 0          | 1                 | 0                 | 0                 | 0                 | 15       | 3      | 5           | 0          |
| S. Mende         | -          | -          | -           | -          | -         | -         | -           | -          | -                 | -                 | -                 | -                 | -        | -      | -           | -          |
| N. Müller        | 27         | 1          | 7           | 0          | 1         | 1         | 0           | 0          | 1                 | 0                 | 0                 | 0                 | 29       | 2      | 7           | 0          |
| M. Steinmann     | 1          | 0          | 0           | 0          | -         | -         | -           | -          | 1                 | 0                 | 0                 | 0                 | 2        | 0      | 0           | 0          |
| Z. Stieber       | 25         | 3          | 1           | 0          | 2         | 0         | 0           | 0          | 1                 | 0                 | 0                 | 0                 | 28       | 3      | 1           | 0          |
| R. van der Vaart | 24         | 4          | 10          | 0          | 1         | 0         | 1           | 0          | 2                 | 1                 | 0                 | 0                 | 27       | 5      | 11          | 0          |
| J. Green         | 5          | 0          | 1           | 0          | -         | -         | -           | -          | -                 | -                 | -                 | -                 | 5        | 0      | 1           | 0          |
| P. Lasogga       | 26         | 4          | 2           | 0          | 2         | 0         | 0           | 0          | 2                 | 1                 | 0                 | 0                 | 30       | 5      | 2           | 0          |
| P. Müller        | -          | -          | -           | -          | -         | -         | -           | -          | -                 | -                 | -                 | -                 | -        | -      | -           | -          |
| I. Olić          | 16         | 2          | 3           | 0          | 2         | 0         | 0           | 0          | -                 | -                 | -                 | -                 | 18       | 2      | 3           | 0          |
| A. Rudņevs       | 22         | 1          | 1           | 0          | -         | -         | -           | -          | 1                 | 0                 | 0                 | 0                 | 23       | 1      | 1           | 0          |
| T. Arslan        | 13         | 0          | 2           | 0          | -         | -         | -           | -          | 2                 | 0                 | 0                 | 0                 | 15       | 0      | 2           | 0          |
| M. Badelj        | 2          | 0          | 0           | 0          | -         | -         | -           | -          | 1                 | 0                 | 0                 | 0                 | 3        | 0      | 0           | 0          |
| V. Nafiu         | 2          | 0          | 0           | 0          | -         | -         | -           | -          | -                 | -                 | -                 | -                 | 2        | 0      | 0           | 0          |
| J. Zoua          | 1          | 0          | 0           | 0          |           |           |             |            |                   |                   |                   |                   |          |        |             |            |